# Rock of love with Bret Michaels (temporada 3)
Rock of love with Bret Michaels en su tercera temporada es un reality show estadounidense de citas, Rock of love. Se confirmó la tercera temporada en el blog de Vh1 el 16 de julio del 2008. Esta vez el programa contará con 20 mujeres, que competirán por el afecto de Bret mientras están de gira. Se cree que se estrenará el 4 de enero de 2009.
El 28 de septiembre de 2008, el bus de Rock of love, causó un accidente cuando el conductor del bus se quedó dormido al volante, causando 2 muertos y varios heridos, sin embargo el bus siguió en el programa y con la filmación en el estado norteamericano de Alabama.

## Participantes
| Nombre                           | Bus  | Eliminada             |
| -------------------------------- | ---- | --------------------- |
| Taya "Laurie" Parker             | Pink | WINNER                |
| Mindy Hall                       | Pink | Episode 12 (Finalist) |
| Jamie Root                       | Pink | Episode 11            |
| Beverly Palmer                   | Pink | Episode 10            |
| Ashley (A-Bomb)                  | Pink | Episode 9             |
| Brittanya O' Campo               | Pink | Episode 9             |
| Farrah Sinclair                  | Pink | Episode 8             |
| Kelsey Lee                       | Pink | Episode 7             |
| Kami                             | Blue | Episode 7             |
| Jennifer (Jenny)                 | Pink | Episode 6             |
| Natasha McCollum                 | Pink | Episode 5             |
| Marcia (Brazil)                  | Blue | Episode 4             |
| Maria Bock                       | Blue | Episode 4             |
| Brittaney (Jasmineva) Starr      | Pink | Episode 3             |
| Melissa Martinez                 | Pink | Episode 3             |
| Constandina Savvenas             | Blue | Episode 2             |
| Megan Tomczak                    | Pink | Episode 2             |
| Samantha                         | Blue | Episode 2             |
| Gia Lynn                         | Pink | Episode 1             |
| Heather Mariscal                 | Blue | Episode 1             |
| Marciela (Marcy) Mendoza         | Blue | Episode 1             |
| Nikki Shamdasani (DJ Lady Tribe) | Pink | Episode 1             |
| Stephanie Farris                 | Blue | Episode 1             |

- En el episodio 8 las chicas del bus azul se mudaron al bus rosa.

## Orden de eliminación
| #  | Concursantes | Episodios   | Episodios   | Episodios | Episodios | Episodios | Episodios | Episodios | Episodios | Episodios | Episodios | Episodios | Episodios |  |
| #  | Concursantes | 1           | 2           | 3         | 4         | 5         | 6         | 7         | 8         | 9         | 10        | 11        | 12        |  |
| -- | ------------ | ----------- | ----------- | --------- | --------- | --------- | --------- | --------- | --------- | --------- | --------- | --------- | --------- |  |
| 1  | Ashley       | Ashley      | Brittanya   | Kelsey    | Ashley    | Jennifer  | Taya      | Ashley    | Ashley    | Mindy     | Taya      | Mindy     | Taya      |  |
| 2  | Beverly      | Beverly     | Taya        | Natasha   | Natasha   | Kami      | Mindy     | Beverly   | Jamie     | Jamie     | Jamie     | Taya      | Mindy     |  |
| 3  | Brittaney    | Brittanya   | Natasha     | Farrah    | Farrah    | Jamie     | Kami      | Brittanya | Mindy     | Taya      | Mindy     | Jamie     |           |  |
| 4  | Brittanya    | Constandina | Farrah      | Ashley    | Kelsey    | Ashley    | Beverly   | Farrah    | Brittanya | Beverly   | Beverly   |           |           |  |
| 5  | Constandina  | Farrah      | Ashley      | Taya      | Taya      | Mindy     | Jamie     | Jamie     | Beverly   | Ashley    |           |           |           |  |
| 6  | Farrah       | Kelsey      | Kelsey      | Brittanya | Brittanya | Taya      | Ashley    | Mindy     | Taya      | Brittanya |           |           |           |  |
| 7  | Gia          | Maria       | Beverly     | Maria     | Mindy     | Beverly   | Farrah    | Taya      | Farrah    |           |           |           |           |  |
| 8  | Heather      | Megan       | Mindy       | Mindy     | Beverly   | Kelsey    | Kelsey    | Kelsey    |           |           |           |           |           |  |
| 9  | Kelsey       | Melissa     | Maria       | Marcia    | Marcia    | Farrah    | Brittanya | Kami      |           |           |           |           |           |  |
| 10 | Marcia       | Mindy       | Brittaney   | Beverly   | Maria     | Brittanya | Jennifer  |           |           |           |           |           |           |  |
| 11 | Marci        | Natasha     | Marcia      | Brittaney |           | Natasha   |           |           |           |           |           |           |           |  |
| 12 | Maria        | Samantha    | Melissa     | Melissa   |           |           |           |           |           |           |           |           |           |  |
| 13 | Megan        | Taya        | Constandina |           |           |           |           |           |           |           |           |           |           |  |
| 14 | Melissa      | Marcia      | Megan       |           |           |           |           |           |           |           |           |           |           |  |
| 15 | Mindy        | Brittaney   | Samantha    |           |           |           |           |           |           |           |           |           |           |  |
| 16 | Natasha      | Nikki       |             |           |           |           |           |           |           |           |           |           |           |  |
| 17 | Nikki        | Gia         |             |           |           |           |           |           |           |           |           |           |           |  |
| 18 | Samantha     | Stephanie   |             |           |           |           |           |           |           |           |           |           |           |  |
| 19 | Stephanie    | Heather     |             |           |           |           |           |           |           |           |           |           |           |  |
| 20 | Taya         | Marci       |             |           |           |           |           |           |           |           |           |           |           |  |
| 21 | Jamie        |             |             |           |           |           |           |           |           |           |           |           |           |  |
| 22 | Jennifer     |             |             |           |           |           |           |           |           |           |           |           |           |  |
| 23 | Kami         |             |             |           |           |           |           |           |           |           |           |           |           |  |

- Las concursantes en blanco indican que recibieron sus pases V.I.P

     La concursante ganó la competencia.
     La concursante ganó una cita individual con Bret.
     La concursante ganó una cita en grupo con Bret.
     La concursante fue eliminada.
     La concursante iba a recibir su pase, pero fue eliminada.
     La concursante ganó una cita con Bret, pero fue eliminada.
     La concursante ganó una cita con Bret, pero fue eliminada antes de la ceremonia de eliminación.
     La concursante se fue voluntariamente de la competencia.
     La concursante fue agregada por Bret en el episodio 5.